# Alfafoetoproteïne
Alfafoetoproteïne (AFP), ook wel het foetale albumine genoemd, is een eiwit dat normaal gesproken alleen maar wordt gemaakt door de darmen en de lever van een ongeboren kind. In het bloed van zwangere vrouwen komt ook alfafoetoproteïne voor, maar dit is afkomstig van de foetus doordat het eiwit door de placenta in het bloed van de moeder terechtkomt. Na de geboorte en in de rest van het leven wordt er nauwelijks alfafoetoproteïne in het bloed gevonden, behalve dus bij zwangerschap en ook bij tumoren van de lever, darmen, zaadballen of eierstokken.

## Alfafoetoproteïne bij zwangerschap
De concentratie alfafoetoproteïne in de ongeboren vrucht bereikt het maximum tussen de 13e en 15e week van de zwangerschap. Voor het tweede levensjaar bereikt de concentratie van deze stof de zeer lage waarde die ook voor niet-zwangere volwassenen geldt. Verlaagde concentraties alfafoetoproteïne passen bij aanwezigheid van een foetus met het syndroom van Down, terwijl verhoogde concentraties kunnen duiden op (dreigende) abortus, meerlingzwangerschappen, sterfte van het ongeboren leven en neuralebuisdefecten (open ruggetje).

## Alfafoetoproteïne als tumormarker
Bij patiënten met kanker van de lever, teelballen of eierstokken kan de alfafoetoproteïne verhoogd zijn. Hoe hoger de concentratie van alfafoetoproteïne in het bloed, hoe meer kankercellen er aanwezig zijn. Hierdoor is deze tumormarker uitermate geschikt om het effect op de behandeling van de kanker te volgen.